# جبال الدبغ
جبل الدبغ جبل من سلسلة جبال مدين في السعودية، يقع بالقرب من مدينة ضبا في منطقة تبوك، ويبلغ ارتفاعه 2,315 م (7,595 قدم).